# Androctonus crassicauda
Androctonus crassicauda, také označovaný jako černý škorpion, angl. black scorpion, je nebezpečný druh štíra.

## Popis
Lze jej poznat podle neobyčejně tlusté metasomy. Je známo mnoho případů úmrtí po bodnutí tímto druhem, pro zdravého dospělého člověka však není životu nebezpený.

## Areál rozšíření
Druh obývá zdi domů, kameny a domy zničené válkou (např. Irák). Druh je rozšířený na Blízkém východě, v Turecku a Řecku.

## Chov
K chovu potřebuje tento štír místo písku, jako u ostatních druhů rodu Androctonus, půdu.
Proti jedu se vyrábí sérum.